# Соколачко Юрій Іванович
Ю́рій Іва́нович Сокола́чко (29 червня 1971, с. Ластовки (Берестейська область), Білоруська РСР, СРСР — 28 вересня 2014, Донецьк, Україна) — солдат Збройних сил України (79 ОАМБр, м. Миколаїв). Загинув при обороні Донецького аеропорту під час війни на сході України. Один із «кіборгів».

## Короткий життєпис
Народився 29 червня 1971 року в селі Ластовки Кобринського району Брестської області (Білорусь).
Навесні 2014 року добровольцем мобілізований до 79-ї окремої аеромобільної бригади Збройних Сил України (військова частина А0224, місто Миколаїв).
З літа 2014 року брав участь в антитерористичній операції на Сході України.
Загинув від прямого влучення в БТР під час виходу на бойові позиції по обороні донецького аеропорту. Разом з Юрієм загинули лейтенант Олексій Тищик, сержант Сергій Златьєв, старший солдат Денис Білий, солдат Олександр Пивоваров, солдат Олександр Завірюха, солдат Анатолій Хроненко, капітан Сергій Колодій (93 ОМБр).
По смерті залишив стареньку матір Марту Романівну; дружину і сестру з дітьми. Похований 7 січня 2015 на рідній землі у селі Лоза на Іршавщині.

## Нагороди та вшанування
- Указом Президента України № 270/2015 від 15 травня 2015 року, «за особисту мужність і високий професіоналізм, виявлені у захисті державного суверенітету та територіальної цілісності України, вірність військовій присязі», нагороджений орденом «За мужність» III ступеня (посмертно).
- Нагороджений нагрудним знаком «За оборону Донецького аеропорту» (посмертно).
- На фасаді Лозянської школи, де навчався Юрій, відкрито меморіальну дошку.
- Його портрет розміщений на меморіалі «Стіна пам'яті полеглих за Україну» у Києві: секція 4, ряд 9, місце 26
- Вшановується 28 вересня на щоденному ранковому церемоніалі вшанування українських захисників, які загинули цього дня в різні роки внаслідок російської збройної агресії[2]
- недержавна відзнака орден «Честі та Доблесті» (2021; посмертно)[3]